# Калінінське сільське поселення (Вурнарський район)
Калі́нінське сільське поселення (рос. Калининское сельское поселение) — муніципальне утворення у складі Вурнарського району Чувашії, Росія. Адміністративний центр — село Калініно.
Станом на 2002 рік існували Калінінська сільська рада (село Калініно, присілки Мачамуші, Сіньяли, Ямбахтіно), Кюльхіринська сільська рада (присілок Кюльхірі) та Хумуська сільська рада (присілки Ківьяли, Ослаба, Хумуші).

## Населення
Населення — 2671 особа (2019, 3140 у 2010, 3627 у 2002).

## Склад
До складу поселення входять такі населені пункти:
| Населений пункт     | Населення, осіб (2002) | Населення, осіб (2010) |
| ------------------- | ---------------------- | ---------------------- |
| Калініно, село      | 1493                   | 1343                   |
| Ківьяли, присілок   | 144                    | 141                    |
| Кюльхірі, присілок  | 647                    | 527                    |
| Мачамуші, присілок  | 158                    | 132                    |
| Ослаба, присілок    | 264                    | 219                    |
| Сіньяли, присілок   | 217                    | 174                    |
| Хумуші, присілок    | 284                    | 242                    |
| Ямбахтіно, присілок | 420                    | 362                    |